# زمین‌لرزه ۱۳۸۷ بندرعباس

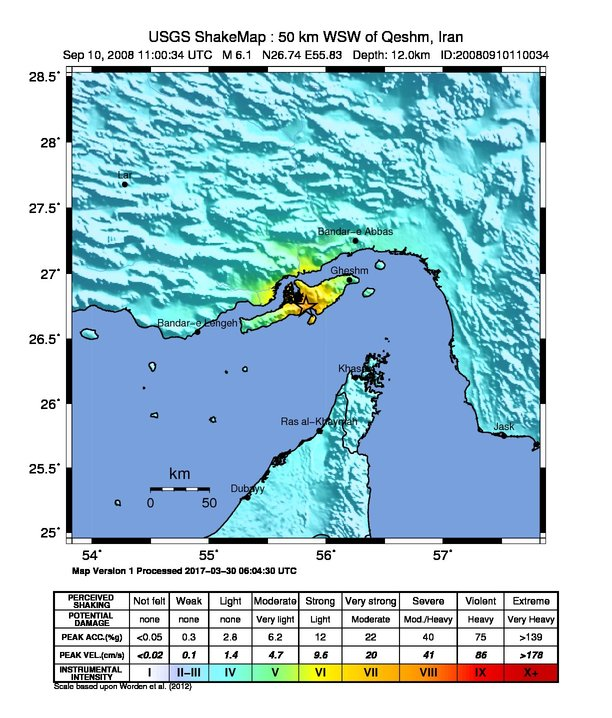
تصویر کانون زلزله و مناطق تحت تاثیر

زمین‌لرزه بندر عباس در تاریخ ۱۰ سپتامبر ۲۰۰۸ میلادی، برابر با ‎۲۰ شهریور ۱۳۸۷، ساعت ۱۱:۰۰:۳۴٫۱ به زمان یوتی‌سی در هرمزگان رخ داد. ژرفای این زلزله ۱۲٫۰ کیلومتر بود. بزرگی آن ۶٫۱ در مقیاس Mw بدست آمده‌است.
شمار کشتگان نزدیک به ۷ نفر گزارش شده‌است.
پروژهٔ جهانی تنسور گشتاور مرکزوار پارامتر زمان مرکزوار زمین‌لرزه را با اختلاف ۴٫۳ ثانیه نسبت به زمان رخداد اشاره شده در بالا و مختصات مرکزوار را در ۲۶°۳۹′شمالی ۵۵°۴۳′شرقی / ۲۶٫۶۵°شمالی ۵۵٫۷۲°شرقی محاسبه کرد و همچنین، ژرفا در ۱۲٫۰ کیلومتر ثابت شده‌است. در این محاسبات زاویه‌های (راستا، شیب، ریک) گسل سازندهٔ زمین‌لرزه و صفحه عمود بر آن برابر با (°۲۳۴، °۳۳، ° ۷۶) یا (° ۷۱، °۵۸، ° ۹۹) حاصل شده‌است.